# Tom Van Mol
Tom Van Mol (ur. 12 października 1972 w Dendermonde) – belgijski piłkarz występujący na pozycji obrońcy lub pomocnika.

## Kariera
Van Mol rozpoczął treningi w amatorskiej drużynie Sparta Buggenhout. Następnie trenował w juniorach Anderlechtu, jednak nie zagrał nigdy w jego pierwszej drużynie. W 1991 roku przeszedł do holenderskiego PSV Eindhoven. W Eredivisie zadebiutował 9 listopada 1991 w wygranym 2:1 meczu z FC Groningen. W sezonie 1991/1992 zdobył z zespołem  mistrzostwo Holandii. Następny sezon spędził na wypożyczeniu w Sparcie Rotterdam, także występującej w Eredivisie. Potem wrócił do PSV, którego barwy reprezentował przez dwa lata.
W 1995 roku wrócił do Belgii, gdzie został zawodnikiem klubu Lommel SK. W Eerste Klasse swój pierwszy mecz rozegrał 5 sierpnia 1995 przeciwko Standardowi Liège (0:1) i otrzymał wówczas czerwoną kartkę. W 1997 roku przeniósł się do holenderskiego FC Utrecht. W sezonach 2002/2003 oraz 2003/2004 zdobył z nim Puchar Holandii. W 2004 roku odszedł do belgijskiego Cercle Brugge i występował do 2008 roku. Następnie był graczem trzecioligowego FCN Sint-Niklaas, w którego barwach w 2010 roku zakończył karierę.
| Sezon   | Klub             | Kraj     | Rozgrywki     | Mecze | Bramki |
| ------- | ---------------- | -------- | ------------- | ----- | ------ |
| 1991/92 | PSV Eindhoven    | Holandia | Eredivisie    | 9     | 0      |
| 1992/93 | Sparta Rotterdam | Holandia | Eredivisie    | 34    | 2      |
| 1993/94 | PSV Eindhoven    | Holandia | Eredivisie    | 23    | 1      |
| 1994/95 | PSV Eindhoven    | Holandia | Eredivisie    | 16    | 1      |
| 1995/96 | Lommel SK        | Belgia   | Eerste Klasse | 33    | 1      |
| 1996/97 | Lommel SK        | Belgia   | Eerste Klasse | 33    | 4      |
| 1997/98 | FC Utrecht       | Holandia | Eredivisie    | 32    | 4      |
| 1998/99 | FC Utrecht       | Holandia | Eredivisie    | 31    | 0      |
| 1999/00 | FC Utrecht       | Holandia | Eredivisie    | 3     | 1      |
| 2000/01 | FC Utrecht       | Holandia | Eredivisie    | 20    | 3      |
| 2001/02 | FC Utrecht       | Holandia | Eredivisie    | 32    | 2      |
| 2002/03 | FC Utrecht       | Holandia | Eredivisie    | 19    | 0      |
| 2003/04 | FC Utrecht       | Holandia | Eredivisie    | 1     | 0      |
| 2004/05 | Cercle Brugge    | Belgia   | Eerste Klasse | 31    | 1      |
| 2005/06 | Cercle Brugge    | Belgia   | Eerste Klasse | 28    | 0      |
| 2006/07 | Cercle Brugge    | Belgia   | Eerste Klasse | 18    | 0      |
| 2007/08 | Cercle Brugge    | Belgia   | Eerste Klasse | 26    | 0      |